# Тагалозька республіка
Тагалозька республіка — термін, що використовується для позначення двох революційних урядів, що брали участь у Філіппінській революції проти Іспанії та в Філіппінсько-американській війні. Обидва були пов'язані з революційним рухом Катіпунан (Андрес Боніфасіо).

## Стислі відомості
У 1896 році Філіппінська революція спалахнула після оголошення влади Катіпунана. До початку бойових дій Катіпунан став відкритим революційним урядом. Після репресій через рік він на деякий час зник, але відродився, щоб боротися проти нового американського колонізатора. У період іспанської деколонізації встановлюється Перша Філіппінська Республіка.
Після того, як Еміліо Агінальдо та його люди були захоплені силами США в 1901 році, 1902 року Макаріо Сакай, член організації Катіпунан, створив відокремлену республіку в горах Дімасаланг (нині провінція Рісаль). Макаріо Сакай займав пост президента а Франціско Карреон — віце-президента. У квітні 1904 року Сакай видав маніфест, що оголошував Філіппіни з правом на самовизначення (в той час як підтримка незалежності вважалася злочином окупаційними силами американців на Філіппінах).
Тагалозька республіка впала 1906 року, коли Сакай та його головні послідовники були заарештовані американською владою, а наступного року розстріляні за бандитизм. Деякі з тих, хто вижив, врятувалися еміграцією до Японії, щоб згодом з'єднатися з Артеміо Рікарте, ветераном Катіпунана, який перебував у вигнанні, а по тому повернувся для підтримки Другої Філіппінської Республіки.